# Omelete (site)
O Omelete é um site brasileiro de entretenimento que aborda alguns temas da cultura pop como cinema, HQs, música, televisão e jogos eletrônicos. Criado em 29 de junho de 2000 por Pierre Mantovani  (Empreendedor), Érico Borgo (crítico de cinema e designer gráfico), Marcelo Forlani (crítico de cinema e publicitário) e Marcelo Hessel (crítico de cinema e jornalista) com conteúdo inicialmente voltado aos fãs de quadrinhos, o site cresceu — em 2007 possuía uma estimativa de 120 mil visitas diárias — e atualmente conta com diversos colaboradores e colunistas.

## História
Considerado o maior portal de cultura pop do Brasil, em 2007 o Omelete lançou uma revista impressa editada pela Editora Mythos. No mesmo ano lançou o OmeleTV, inicialmente batizado de Omeletevê, que consiste em um videocast com entrevistas e notícias gravado pelos editores do site. O primeiro vídeo foi uma entrevista com o comediante Jerry Seinfeld.
Em 2 de março de 2020, Érico Borgo, um dos sócios fundadores, publicou uma carta anunciando seu desligamento da empresa.

## Ex-integrantes
- Aline Diniz[8][9]
- Carol Moreira
- Érico Borgo[10]
- Fábio Gomes [11]
- Júlia Del Bel[9]
- Miriam Castro (Mikannn)
- Natália Bridi[9][12]
- Patrícia Gomes[9]
- Thiago Romariz[13]
- Load Comics[14]
- Carol Costa[15]

## Integrantes Atuais
- Marcelo Forlani
- Marcelo Hessel
- Julia Sabbaga
- Mariana Canhisares
- João Jedi
- Caio Coletti
- Nico Garófalo
- Pedro Henrique Ribeiro
- Juliana Melguiso
- Beatriz Amendola
- Flávio Pinto